# Golvur

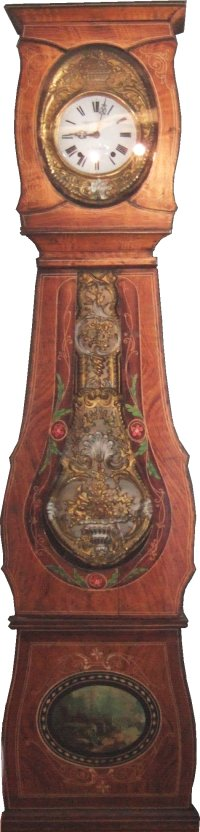
Comtoise.

Golvur är ett ur gjort för att stå på golvet. Ett exempel är moraklockor. Klockfodralets höga tomma "mage" ger plats för långa lodlinor vilket innebär att man slipper dra upp klockan så ofta.
Golvuret var engelsk uppfinning, av urmakaren William Clement, runt 1670. Det som möjliggjorde denna klockutformning var uppfinningen av urverk baserade på en ny mekanism som skedde vid denna tid. Dessa urverk krävde inte lika breda pendelutslag som tidigare använda mekanismer, och både pendel och lod kunde därför rymmas i en långsmal möbel.
De engelska golvuren fick därefter likartade efterföljare i flera andra länder under 1600- och 1700-talen, ofta under egna nationella beteckningar efter den del av landet de tillverkades i. I Frankrike började Comtoiseur (horloge comtoise) tillverkas i Franche-Comté 1680, i Danmark började Bornholmsur (Bornholmerur) tillverkas på Bornholm på 1740-talet, och ungefär samtidigt började Moraklockor tillverkas i Mora i Sverige.

## Golvur i litteraturen
I Fritiof Nilsson Piratens berättelser spelar golvur en viktig roll. I en används spritflaskor som klocklod vilket innebär att klockan drar sig mer allt eftersom man dricker ur flaskorna. I en annan begås ett mord genom att offret luras att lägga klocklod i jackfickorna och luta sig över relingen på en roddbåt.